# Uloma foveicollis
Uloma foveicollis – gatunek chrząszcza z rodziny czarnuchowatych i podrodziny Tenebrioninae.
Gatunek ten został opisany w 1858 roku przez Thomsona, który jako miejsce typowe wskazał Gabon.
Czarnuch o ciele długości 13-16 mm, ubarwionym czarniawo. Bródka u samca z wieńcem szczecin ale bez szczecin na środku. Ostatni widoczny sternit odwłoka wyraźnie obrzeżony. Wierzchołkowa część edeagusa krótsza niż u U. cantaloubei.
Chrząszcz afrotropikalny, znany z Gabonu, Gwinei Równikowej, Kamerunu, Konga, Gwinei oraz Tanzanii.